# Gaston Dron
Pour les articles homonymes, voir Dron.
Gaston Dron est un coureur cycliste français, né le 19 mars 1924 à Clichy (Seine) et mort le 13 août 2008 à Dreux (Eure-et-Loir).

## Biographie
Né à Clichy, Gaston Dron vit à Dreux et est l'un des meilleurs sprinters français de l'après-guerre. C'est en tandem, spécialité au programme lors des Jeux olympiques d'été de 1948, qu'il remporte une médaille de bronze avec René Faye.
Il meurt à Dreux en 2008.

## Palmarès
- Jeux olympiques d'été
  -  Médaille de bronze en cyclisme sur piste en tandem aux Jeux olympiques d'été de 1948 à Londres avec René Faye

- 2e du Grand Prix Cyclo-Sport de vitesse en 1945
- Prix Alfred Riguelle, course internationale  sur piste disputée lors de la première journée du Grand Prix de Paris : 3ème en 1942 et 2ème en 1945.

## Ouvrage de référence
- Gérald Massé et Romain Léger, Les exploits des sportifs d'Eure-et-Loir : 1965-2015, Dreux, Antipodes, octobre 2015, 336 p. (ISBN 978-2-9553628-0-8)

1. 1 2  Les précurseurs : Bernard Chevallier (1912-1997), p. 16